# 윤안인
윤안인(尹安仁, ? ~ 1538년 9월)은 조선 중기의 문신으로, 자(字)는 달지(達之), 본관은 파평(坡平)이다. 윤계겸(尹繼謙)의 손자이다.

## 생애
1516년(중종 11) 별시문과에 을과로 급제하였고, 관직에 올라 승문원정자 등을 역임하였으며, 1522년 사간원정언, 1527년 의정부사인을 지냈다. 1533년 외직으로 나아가 황해도관찰사로 부임하였다. 그 뒤 다시 내직으로 돌아와 1535년 승정원좌승지에 이어 우승지를 지내고, 다시 충청도관찰사로 발령받았다. 1536년 예조참판에 올랐고, 1537년 당시 크게 세력을 떨치던 김안로를 공격하여, 축출하는 데 앞장섰다. 같은 해 병조참판과 이조참판을 지냈다.

## 가계
- 증조 - 윤사흔(尹士昕, 1422년 ~ 1485년) : 우의정(右議政), 파천부원군(坡川府院君), 양평공(襄平公)
  - 조부 - 윤계겸(尹繼謙, 1442년 ~ 1483년) : 공조판서(工曹判書), 영평군(鈴平君), 공양공(恭襄公)
    - 숙부 - 윤욱(尹頊), 윤지임의 아버지, 문정왕후, 윤원량, 윤원로, 윤원형의 할아버지
- 아버지 - 윤림(尹琳) : 사의(司議)
  - 형 - 윤극인(尹克仁) : 요절
    - 아들 - 윤춘년(尹春年, 1514년 ~ 1567년) : 예조판서(禮曹判書)